# 下阿默高
下阿默高是德国巴伐利亚州的一个市镇。总面积29.93平方公里，总人口1471人，其中男性724人，女性747人（2011年12月31日），人口密度49人/平方公里。